# Twinkle Khanna
Twinkle Khanna (ur. jako Tina Jatin Khanna 29 grudnia 1974 w Pune, Indie) to bollywoodzka aktorka, córka sławnych aktorów Dimple Kapadia i Rajesha Khanny, siostra Rinke Khanna i żona gwiazdy Bollywoodu Akshaya Kumara. Zadebiutowała w Barsaat otrzymując Nagrodę Filmfare za Najlepszy Debiut. Grała - od 1995 do 2001 roku - u boku Shah Rukh Khana (Król serca), Aamir Khana, Salman Khana, czy Govindy. 
Od 2001 roku, od ślubu z Akshay Kumarem nie występuje. Mieszka w Mumbaju. Prowadzi firmę zajmującą się dekoracją wnętrz.

## Filmografia
| Rok  | Film                          | Rola           | Uwagi                                |
| ---- | ----------------------------- | -------------- | ------------------------------------ |
| 1995 | Barsaat                       | Tina Oberoi    | Nagroda Filmfare za Najlepszy Debiut |
| 1996 | Jaan                          | Kajal          |                                      |
| 1996 | Dil Tera Diwana               | Komal          |                                      |
| 1997 | Uff! Yeh Mohabbat             | Sonia Verma    |                                      |
| 1997 | Iitihaas                      | Naina          |                                      |
| 1998 | Jab Pyaar Kisise Hota Hai     | Komal Sinha    |                                      |
| 1999 | Yeh Hai Mumbai Meri Jaan      | Jasmine Arora  |                                      |
| 1999 | International Khiladi         | Payal          |                                      |
| 1999 | Zulmi                         | Komal Dutt     |                                      |
| 1999 | Seenu                         | Shwetha        |                                      |
| 1999 | Król serca                    | Seema Malhotra |                                      |
| 2000 | Mela                          | Roopa          |                                      |
| 2000 | Chal Mere Bhai                | Puja           | gościnnie                            |
| 2000 | Joru Ka Ghulam                | Durga          |                                      |
| 2001 | Jodi No.1                     | Tina           |                                      |
| 2001 | Love Ke Liye Kuchh Bhi Karega | Anjali Chopra  |                                      |